# عبد العاطي الكص
عبد العاطي الكص (مواليد 27 فبراير 1993) هو عداء مغربي للمسافات المتوسطة، يُنافس بشكل أساسي في سباق 800 متر. مثل بلاده في بطولة العالم 2015 في بكين دون أن يتأهل من الدور الأول. حصل على الميدالية الفضية في دورة الألعاب الجامعية الصيفية 2015.

## مسيرته
في عام 2015، احتل المركز الثاني في الألعاب الجامعية الصيفية، وخسر في سلسلة بطولة العالم لألعاب القوى في بكين.
شارك في الألعاب الأولمبية الصيفية 2016، وبطولة العالم لألعاب القوى 2017، ولكن تم إقصاؤه في السلسلة.
في عام 2021، خلال الألعاب الأولمبية الصيفية 2020 بطوكيو، شارك في سباق 800 متر.
أفضل رقم شخصي له في هذا الحدث هو 1:44.84، والذي حققه في طوكيو عام 2021.

## سجل المشاركات الدولية
| العام | المسابقة                               | المكان                   | المركز  | حدث      | ملاحظة         |
| ----- | -------------------------------------- | ------------------------ | ------- | -------- | -------------- |
| 2015  | الألعاب الجامعية الصيفية               | غوانغجو (كوريا الجنوبية) | 2       | 800 متر  | 1:49.29        |
| 2015  | بطولة العالم لألعاب القوى              | بكين (الصين)             | 19 (h)  | 800 متر  | 1:47.49        |
| 2016  | الألعاب الأولمبية الصيفية              | ريو دي جانيرو البرازيل   | –       | 800 متر  | لم يُكمل السباق |
| 2017  | بطولة العالم لألعاب القوى              | لندن (المملكة المتحدة)   | 23 (h)  | 800 متر  | 1:46.74        |
| 2021  | الألعاب الأولمبية الصيفية              | طوكيو (اليابان)          | 20 (sf) | 800 متر  | 1:46.85        |
| 2022  | بطولة العالم لألعاب القوى داخل الصالات | بلغراد (صربيا)           | 25 (h)  | 1500 متر | 3:47.43        |
| 2022  | بطولة إفريقيا لألعاب القوى             | بورت لويس (موريشيوس)     | 19 (h)  | 800 متر  | 1:51.55        |
| 2022  | ألعاب البحر الأبيض المتوسط             | وهران (الجزائر)          | 7       | 800 متر  | 1:46.28        |
| 2022  | بطولة العالم لألعاب القوى              | يوجين (الولايات المتحدة) | 18 (sf) | 800 متر  | 1:46.46        |
| 2023  | البطولة العربية لألعاب القوى           | مراكش (المغرب)           | 1       | 800 متر  | 1:46.44        |
| 2023  | بطولة العالم لألعاب القوى              | بودابست (المجر)          | 14 (sf) | 800 متر  | 1:44.55        |
| 2024  | بطولة العالم لألعاب القوى داخل الصالات | غلاسكو المملكة المتحدة)  | 4 (sf)  | 800 متر  | 1:45.45        |

## روابط خارجية
- عبد العاطي الكص على موقع الاتحاد الدولي لألعاب القوى (الإنجليزية)
- عبد العاطي الكص على موقع اللجنة الأولمبية الدولية (الإنجليزية)
- عبد العاطي الكص على موقع أوليمبيديا (الإنجليزية)
- عبد العاطي الكص على موقع اللجنة الأولمبية المغربية (الفرنسية)